# 102 (nombre)
Cet article concerne le nombre 102. Pour les années, voir 102 et 102 av. J.-C. Pour les lignes de transports en commun voir Ligne 102 .
Le nombre 102 (cent-deux ou cent deux) est l'entier naturel qui suit 101 et qui précède 103.

## En mathématiques
Cent-deux est :
- Un nombre composé trois fois brésilien car 102 = 6616 = 3333 = 2250 et super-brésilien car 102 = 3333.
- le nombre sphénique 2 × 3 × 17,
- un nombre abondant, c'est-à-dire inférieur à la somme de ses diviseurs stricts, 1 + 2 + 3 + 6 + 17 + 34 + 51 = 114,
- un nombre Harshad en base dix,
- la somme de quatre nombres premiers consécutifs (19 + 23 + 29 + 31).

## Dans d'autres domaines
Cent-deux est :
- le numéro atomique du nobélium,
- le numéro de la sourate At-Takathur dans le Coran,
- le numéro de l'objet céleste M102 dans le catalogue Messier,
- présent dans le titre du film 102 Dalmatiens,
- le numéro du colorant alimentaire de synthèse E102 (jaune) appelé tartrazine,
- un cocktail cher à Serge Gainsbourg (composé de 2 doses de Pastis 51),
- le numéro de modèle du cyclomoteur Peugeot 102,